# Лёгкая атлетика на летних Олимпийских играх 1896 — прыжки с шестом
Соревнования по прыжкам с шестом среди мужчин на летних Олимпийских играх 1896 прошли 10 апреля на стадионе Панатинаикос. Приняли участие пять спортсменов из двух стран (США и Греция).

## Призёры
| Золото         | Серебро            | Бронза                      |
| Уэллс Хойт США | Альберт Тайлер США | Евангелос Дамаскос Греция   |
| Уэллс Хойт США | Альберт Тайлер США | Иоаннис Теодоропулос Греция |

## Соревнование
| Место | Спортсмен                  | Результат |
| ----- | -------------------------- | --------- |
| 1     | Уэллс Хойт (USA)           | 3,30 м OR |
| 2     | Альберт Тайлер (USA)       | 3,20 м    |
| 3     | Евангелос Дамаскос (GRE)   | 2,60 м    |
| 3     | Иоаннис Теодоропулос (GRE) | 2,60 м    |
| 5     | Василиос Ксидас (GRE)      | 2,40 м    |